# 无忧寺塔
34°16′07″N 115°02′59″E / 34.26861°N 115.04972°E
无忧寺塔，位于中华人民共和国河南省商丘市睢县平岗镇周塔村，2016年被列为河南省文物保护单位。
无忧寺塔始建于唐代，于宋代重建，原为八角五级楼阁式砖塔，因战乱导致顶部两级倒塌而减为三级，全高6.1米，中华人民共和国成立后曾于2003年进行过修缮。